# Drimmelen
Drimmelen est une commune et un village des Pays-Bas de la province du Brabant-Septentrional.

## Localités
Blauwe Sluis, Drimmelen, Helkant, Hooge Zwaluwe, Lage Zwaluwe, Made, Oud-Drimmelen, Terheijden et Wagenberg.

## Galerie

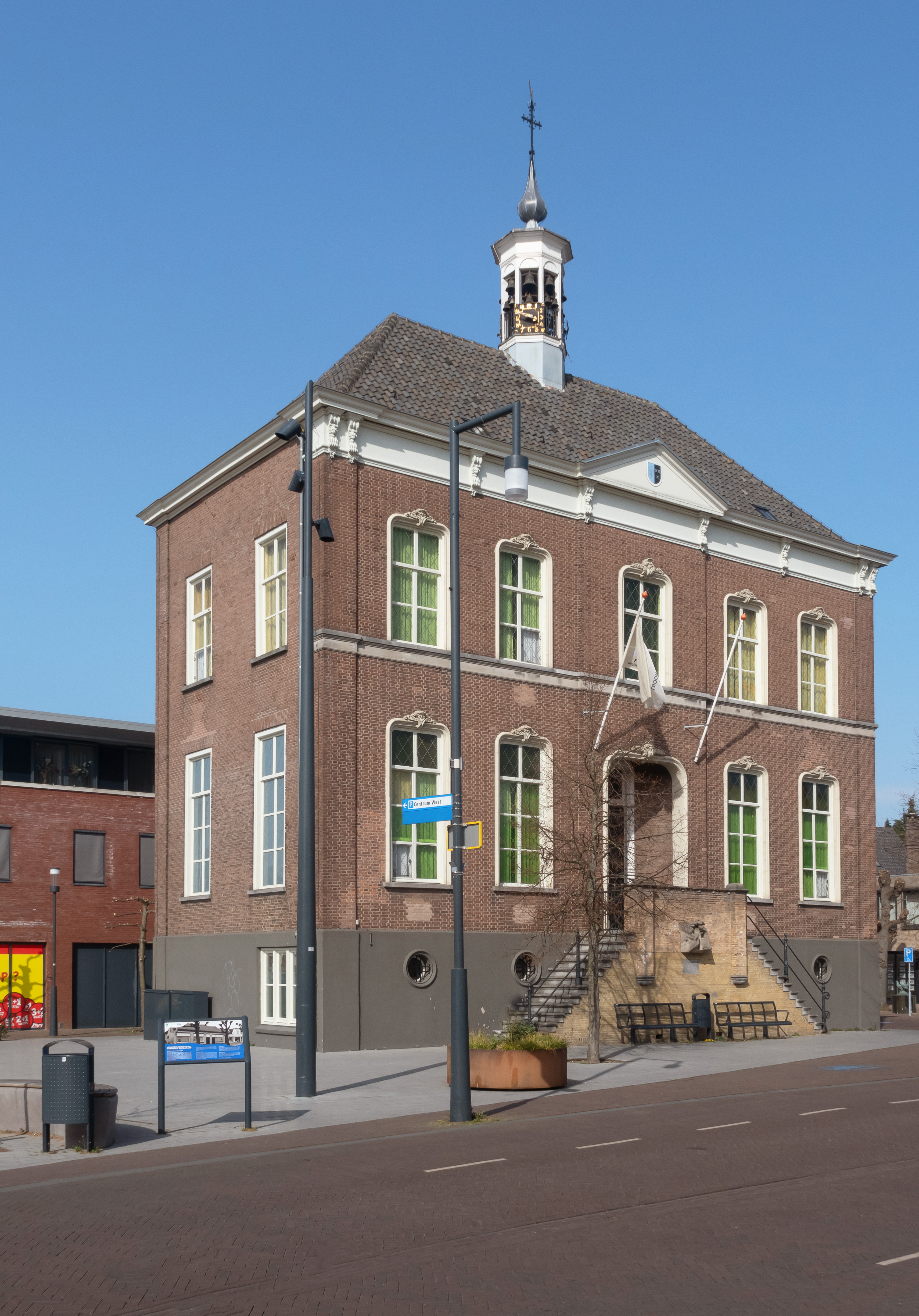
Made, l'hôtel de ville
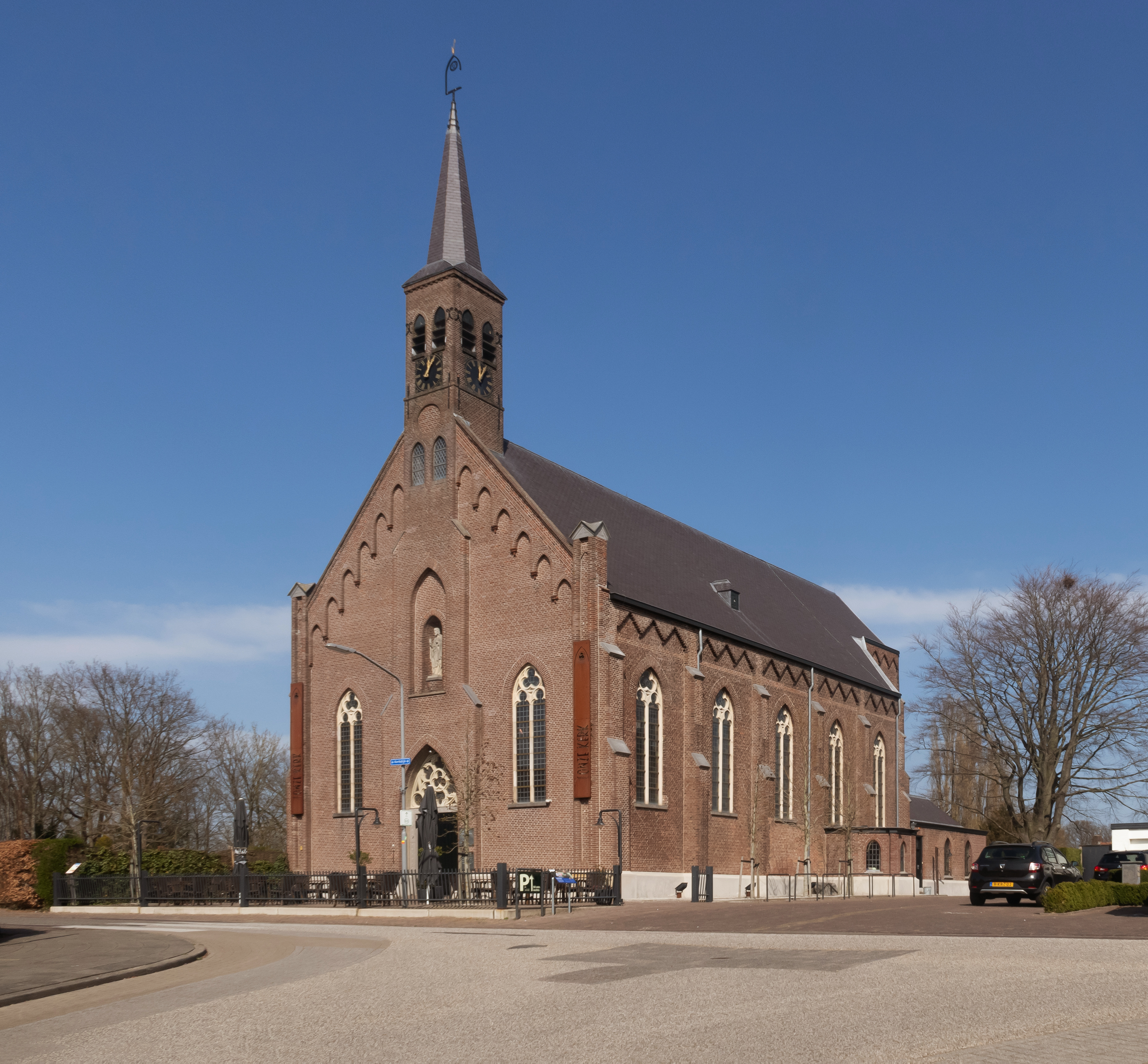
Hooge Zwaluwe, l'église : la Willibrorduskerk